# パスファインダー級偵察巡洋艦
パスファインダー級偵察巡洋艦（英語: Pathfinder class cruiser) はイギリス海軍の巡洋艦の艦級。

## 概要
リバー級駆逐艦（1913年以降はE級と呼称）戦隊の旗艦用に建造された小型、高速の巡洋艦。同用途の巡洋艦は4社で各2隻ずつ建造されたがそれぞれ艦型が異なっており、キャメル・レアード社で建造されたものが本級である。フォワード級同様機関部側面の水線部にも装甲が装着されている。また、同用途の4級の内で最も凌波性が優れていた。1905年竣工。
1番艦の「パスファインダー」は、第一次世界大戦中の1914年9月5日に北海で、ドイツの潜水艦「U-21」の雷撃により沈没している。

## 同型艦
- パスファインダー
- パトロール